# أوبي أكيشوكوا تشارلز
أوبي أكيشوكوا تشارلز (بالإنجليزية: Obi Ikechukwu Charles) هو لاعب كرة قدم نيجيري في مركز الهجوم، ولد في 6 أبريل 1985 في نيجيريا. لعب مع نادي بوافيشتا ونادي فلامورتاري فلوره ونادي يانغون يونايتد.

## وصلات خارجية
- أوبي أكيشوكوا تشارلز على موقع قاعدة بيانات كرة القدم.إي يو (الإنجليزية)
- أوبي أكيشوكوا تشارلز على موقع Soccerway.com (الإنجليزية)